# Halfway Between the Gutter and the Stars
Halfway Between the Gutter and the Stars — третий студийный альбом, выпущенный в 2000 году английским музыкантом Fatboy Slim.

## Об альбоме
В записи был использован вокал исполнителей различных стилей — от фанка до психоделического рока (Джим Моррисон). Название альбома восходит к цитате из произведения Оскара Уайльда «Веер леди Уиндермир» — «We are all in the gutter, but some of us are looking at the stars» («Все мы барахтаемся в грязи, но иные из нас глядят на звезды»).

## Список композиций
1. Talking 'Bout My Baby — 3:43
2. Star 69 — 5:43
3. Sunset (Bird of Prey) — 6:49
4. Love Life — 6:58
5. Ya Mama — 5:38
6. Mad Flava — 4:33
7. Retox — 5:17
8. Weapon of Choice — 5:45
9. Drop the Hate — 5:30
10. Demons — 6:52
11. Song for Shelter — 11:26